# 主题餐厅

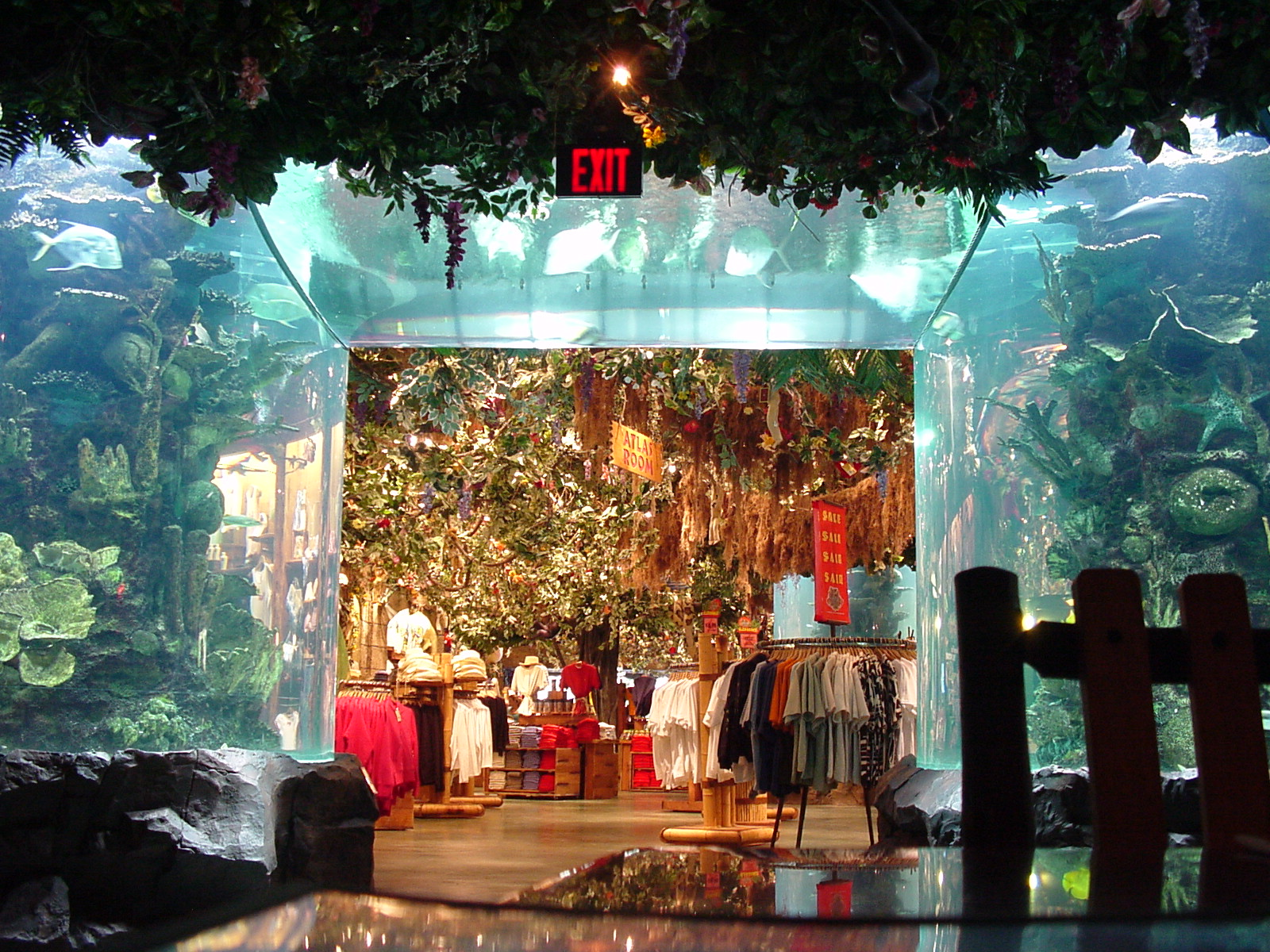
2002年，迪士尼动物王国的熱帶雨林餐廳

主题餐厅是一种利用動漫、動畫片、小說等主题来吸引食客的餐馆。主题餐厅還會營造出一種异国环境来吸引食客，此時餐廳的食物反而退居其次。 虽然主題餐廳的食物通常吸引點不如主題，但一些主题餐厅也會通過食物来强化餐廳主打的主题。